# ایسابل ارداس
ایسابل اُرداس (اسپانیایی: Isabel Ordaz‎؛ زادهٔ ۱ ژانویهٔ ۱۹۵۷) بازیگر اهل اسپانیا است.
از فیلم‌ها یا مجموعه‌های تلویزیونی که وی در آنها نقش داشته‌است می‌توان به دردسر قریب‌الوقوع و همه مردها مثل هم هستند اشاره کرد.